# Formula One 99
Formula One 99 es un videojuego de carreras desarrollado por Studio 33 y distribuido por Psygnosis para las plataformas PlayStation y Microsoft Windows. Es la secuela del videojuego de 1998, es decir, Formula 1 98 y se basó en el campeonato mundial de Fórmula 1 de 1999.
La versión americana de PlayStation se lanzó el día de la carrera final del Campeonato Mundial de Fórmula 1 de 1999, como en el juego anterior. Incluso cuenta con controles sustitutos.

## Recepción
La versión de PlayStation recibió críticas "favorables" según el sitio web de agregación de reseñas GameRankings. La "revista oficial de PlayStation del Reino Unido" dijo que el juego "volvió a encaminar la serie después de la decepción del año pasado", con una jugabilidad excelente y una verdadera sensación de velocidad. GameSpot dijo: "Formula One 99 tiene un gran control y configuraciones suficientes para mantener a cualquier fanático de la serie Formula 1 pegado a la televisión durante bastante tiempo". IGN dijo: "Bienvenido al mejor juego de F1 en la PlayStation". En Japón, la versión de PlayStation fue adaptada y distribuida por Sony Computer Entertainment el 21 de octubre de 1999, "Famitsu" le dio una puntuación de 28 sobre 40.